# Голоух
Голоух е планински рид, част от планината Рудините, разположен на територията на Област Перник.
Планинският рид Голоух е най-северният от планинските ридове на Рудина планина, разположена между долините на реките Струма и десните ѝ притоци Треклянска и Светля. Дължината му от север-северозапад на юг-югоизток е около 4 km, а ширината – 1 – 2 km. Има силно заоблени форми като най-високата му точка връх Голоух (991,6 m, 42°36′28″ с. ш. 22°44′23″ и. д. / 42.607778° с. ш. 22.739722° и. д.) е разположен между селата Еловдол и Горна Врабча. Изграден е от окарстени среднотриаски варовици. С много малки изключения е почти обезлесен.
В подножието му са разположени три села: Горна Врабча, Еловдол и Мурено.
По северното, северозападното и западното му подножие, между селата Еловдол и Горна Врабча, на протежение от 5 km преминава участък от третокласен път от Държавната пътна мрежа Батановци – Еловдол – Земен.

## Топографска карта
- Лист от карта K-34-58. Мащаб: 1 : 100 000.